# Gundars Daudze
Gundars Daudze (ur. 9 maja 1965 w Rydze) – łotewski lekarz i polityk, przewodniczący Sejmu (2007–2010), w latach 2011–2014 szef administracji prezydenta Republiki Łotewskiej.

## Życiorys
Urodził się w rodzinie studentów medycyny. Po ukończeniu studiów w Ryskim Instytucie Medycznym rodzice przeprowadzili się do Talsi, gdzie Gundars Daudze uczył się w szkole podstawowej. Później rodzina zamieszkała w Rydze. W stolicy w 1983 ukończył szkołę średnią. W latach 1983–1989 studiował w Ryskim Instytucie Medycznym, później kształcił się na specjalistę w dziedzinie anestezjologii i reanimacji. Po zakończeniu nauki pracował w oddziale reanimacyjnym szpitala miejskiego w Windawie. W 1996 objął stanowisko dyrektora do spraw medycznych w tej placówce. W latach 2004–2006, po dokonanej reorganizacji, zasiadł w radzie tej placówki.
W 1997 został wiceprzewodniczącym miejskiej komisji zdrowia. W 2001 przyłączył się do organizacji Dla Łotwy i Windawy – wszedł w skład jej zarządu. W 2005 objął mandat radnego w Windawie. Rok później wybrany na posła z listy Związku Zielonych i Rolników. We wrześniu 2007 zastąpił Indulisa Emsisa na stanowisku przewodniczącego Sejmu IX kadencji. Od 2 listopada 2010 pełnił funkcję wiceprzewodniczącego Sejmu X kadencji. 8 lipca 2011 został szefem kancelarii nowego prezydenta Andrisa Bērziņša.
W wyborach w 2014 uzyskał mandat posła na Sejm XII kadencji z ramienia Związku Zielonych i Rolników. 4 listopada tegoż roku został ponownie wiceprzewodniczącym łotewskiego parlamentu. Również w 2018 i 2022 był wybierany w skład łotewskiego parlamentu na kolejne kadencje.

## Odznaczenia
- Medal Rady Bałtyckiej – 2008[7]
- Krzyż Komandorski Orderu Zasługi Rzeczypospolitej Polskiej – Polska, 2009[8]
- Krzyż Komandorski Orderu Odrodzenia Polski – Polska, 2012[9]

## Życie prywatne
Jest żonaty, ma dwie córki.